# إيوس
إيوس أو إيوس.آيو (بالإنجليزية: EOS.IO)‏ هو بروتوكول سلسلة الكتل يعتمد على عملته المشفرة (EOS)، قامت شركة بلوك.ون (بالإنجليزية: Block.one)‏ بتطويره وإطلاقه في عام 2017. حيث قامت بعدها بإطلاق منصة إيوس آيو في 1 يونيو 2018، عند اطلاق المشروع قامت الشركة بتوزيع مليار رمز مميز على شبكة إيثريوم (ERC-20).